# Tong'ren (Huangnan)
Tong'ren (en chino, 同仁市; pinyin, Tóngrén shì) también conocida por su nombre tibetano de  Rebgong (en tibetano, རེབ་ཀོང་; ; pinyin tibetano, Rêbgong) es un municipio bajo la administración directa de la Prefectura Huangnan en la Provincia de Qinghai, República Popular China. Su área es de 3195 km² y su población total para 2010 superó los 90 mil habitantes.

## Administración
Desde julio de 2020, el municipio Tong'ren se divide en 11 pueblos que se administran en 3 poblados y 8 villas. 

## Toponimia
El nombre está formado por los sinogramas Tong (同 igualdad/semejante) y Ren (仁 benevolencia/caridad). Según el "Diccionario de topónimos chinos antiguos y modernos" viene de la frase: "Tongdengrenyu", en chino "tratar a todos por igual". 
También se dice que el nombre proviene de la palabra tibetana Regong, que significa valle dorado. Las confluencias de varias culturas generan préstamos provocando confusiones.